# Lualaje
Lualaje (auch Luwalaje) ist ein Verwaltungsbezirk (Ward) des Distrikts Chunya in der tansanischen Region Mbeya.

## Geografie
Lualaje liegt im Westen von Tansania. Der Bezirk hat eine Fläche von 2894 Quadratkilometern und bei der Volkszählung 2022 lebten hier 11.828 Menschen in 2521 Haushalten.

## Gliederung
Der Bezirk besteht aus zwei Gemeinden (Mtaa) mit 14 Orten (Kitongoji):
| Lualaje - Sumbwe - Kabuta - Muungano - Itete - Kitakwa - Ikingo - Kiseru - Mpembe Magh | Mwiji - Mwiji A - Mwiji B - Mwiji C - Mwiji D - Isote - Mtakuja |

## Wirtschaft und Infrastruktur
- Bildung: Im Jahr 2023 wurde die um 470 Millionen Tansanische Shilling (ca. EUR 170.000) errichtete Lualaje Secondary School eröffnet.[7]
- Gesundheit: In jeder der beiden Gemeinden Lualaje und Mwiji gibt es eine Apotheke.[8][9]
- Nationalpark: Ein Großteil der Bezirksfläche liegt im Ruaha-Nationalpark.[10]